# قبیله (فیلم ۲۰۱۴)
قبیله (اوکراینی: Плем'я) یک فیلم درام اوکراینی به کارگردانی میروسلاو اسلابوشپیتسکی است که در سال ۲۰۱۴ منتشر شد. ماجرای این فیلم در یک مدرسه شبانه‌روزی کودکان ناشنوا می‌گذرد. بازیگران در تمام طول مدت فیلم با زبان اشاره با یکدیگر ارتباط برقرار می‌کنند و فیلم فاقد زیرنویس است. 
قبیله برای اولین بار در جشنواره فیلم کن ۲۰۱۴ به نمایش درآمد و توانست جایزه بزرگ «نسپرسو»، جایزه رؤیایی فرانسه ۴ و همچنین جایزه حمایتی بنیاد گان را در بخش منتقدان بین‌المللی از آن خود کند.

## داستان
پسر خجالتی جوانی وارد یک مدرسه شبانه‌روزی ناشنوایان می‌شود. او تلاش می‌کند جایگاه خود را در سلسله مراتب مدرسه، که در عمل مانند یک گروه مافیایی است، به دست بیاورد.

## بازیگران
- ایریوری فسنکو
- یانا نوویکوا
- رزا بابی
- الکساندر دسیادویچ
- یارسلاو بیلتسکی
- ایوان تیشکو
- الکساندر اساچی
- الکساندر سیدلنیکوف

## جوایز
| جوایز                                       | جوایز           | جوایز                                  | جوایز                    | جوایز    |
| جایزه                                       | تاریخ           | نوع                                    | دریافت کنندگان / نامزدها | نتیجه    |
| ------------------------------------------- | --------------- | -------------------------------------- | ------------------------ | -------- |
| جشنواره فیلم هنری                           | ۲۹ ژوئن ۲۰۱۴    | جایزه شهردار ترنچین                    | میروسلاو اسلابوشپیتسکی   | پیروز    |
| بنیاد فیلم آمریکا                           | ۱۳ نوامبر ۲۰۱۴  | جایزه ویژه داوران ویزیو                | میروسلاو اسلابوشپیتسکی   | پیروز    |
| جشنواره فیلم کن ۲۰۱۴                        | ۲۲ مه ۲۰۱۴      | نسپرسو                                 | میروسلاو اسلابوشپیتسکی   | پیروز    |
| جشنواره فیلم کن ۲۰۱۴                        | ۲۲ مه ۲۰۱۴      | جایزه رؤیایی فرانسه ۴                  | میروسلاو اسلابوشپیتسکی   | پیروز    |
| جشنواره فیلم کن ۲۰۱۴                        | ۲۲ مه ۲۰۱۴      | حمایت بنیاد گاناییی                    | میروسلاو اسلابوشپیتسکی   | پیروز    |
| جشنواره فیلم کن ۲۰۱۴                        | ۲۲ مه ۲۰۱۴      | دوربین طلایی                           | میروسلاو اسلابوشپیتسکی   | نامزدشده |
| جشنواره فیلم کورک                           | ۲۷ اکتبر ۲۰۱۴   | جایزه روح جشنواره                      | میروسلاو اسلابوشپیتسکی   | پیروز    |
| جشنواره فیلم دنور                           | ۱۴ نوامبر ۲۰۱۴  | جایزه کیشلوفسکی برای بهترین فیلم خارجی | میروسلاو اسلابوشپیتسکی   | پیروز    |
| آکادمی فیلم اروپایی                         | ۱۳ دسامبر ۲۰۱۴  | فیپرشی                                 | میروسلاو اسلابوشپیتسکی   | پیروز    |
| جشنواره فانتاستیک                           | ۱۸ سپتامبر ۲۰۱۴ | جایزه موج بعد برای بهترین کارگردان     | میروسلاو اسلابوشپیتسکی   | پیروز    |
| جشنواره بین‌المللی فیلم فلاندرز              | ۱۳ اکتبر ۲۰۱۴   | جایزه کاوش                             |                          | پیروز    |
| جشنواره فیلم کینوشوک                        | ۲۱ سپتامبر ۲۰۱۴ | بهترین کارگردان                        | میروسلاو اسلابوشپیتسکی   | پیروز    |
| جشنواره فیلم فیستاپاد                       | ۷ نوامبر ۲۰۱۴   | جایزه بزرگ                             | میروسلاو اسلابوشپیتسکی   | پیروز    |
| جشنواره فیلم فیستاپاد                       | ۷ نوامبر ۲۰۱۴   | جایزه نقره                             | میروسلاو اسلابوشپیتسکی   | پیروز    |
| جشنواره فیلم لندن                           | ۱۸ اکتبر ۲۰۱۴   | جایزه ساترلند                          | میروسلاو اسلابوشپیتسکی   | پیروز    |
| جشنواره فیلم لندن                           | ۱۸ اکتبر ۲۰۱۴   | جایزه هیئت داوران جوان                 | میروسلاو اسلابوشپیتسکی   | پیروز    |
| جشنواره فیلم برادران ماناکی                 | ۱۳ سپتامبر ۲۰۱۴ | دوربین طلایی                           | والنتین واسیانوویچ       | پیروز    |
| جشنواره فیلم میلان                          | ۴ سپتامبر ۲۰۱۴  | جایزه بهترین فیلم داستانی              | میروسلاو اسلابوشپیتسکی   | پیروز    |
| جشنواره فیلم میلواکی                        | ۲۹ سپتامبر ۲۰۱۴ | جایزه مسابقه هرتزفلد                   | میروسلاو اسلابوشپیتسکی   | پیروز    |
| جشنواره فیلم ماتاوین                        | ۳۱ ژوئیه ۲۰۱۴   | پروانه                                 | میروسلاو اسلابوشپیتسکی   | پیروز    |
| انجمن منتقدان آنلاین فیلم                   | ۱۵ دسامبر ۲۰۱۴  | خارج از مسابقه                         |                          | پیروز    |
| جشنواره فیلم پالیچ                          | ۱۹ ژوئیه ۲۰۱۴   | جایزه بزرگ                             | میروسلاو اسلابوشپیتسکی   | پیروز    |
| جشنواره فیلم فیلادلفیا                      | ۱۶ اکتبر ۲۰۱۴   | بترین فیلم                             | میروسلاو اسلابوشپیتسکی   | پیروز    |
| جشنواره فیلم تاراگونا                       | ۳ دسامبر ۲۰۱۴   | جایزه اپرا پریما                       | میروسلاو اسلابوشپیتسکی   | پیروز    |
| جشنواره فیلم سائوپائولو                     | ۱۶ اکتبر ۲۰۱۴   | بهترین فیلمنامه                        | میروسلاو اسلابوشپیتسکی   | پیروز    |
| جشنواره فیلم سیتگز                          | ۳ اکتبر ۲۰۱۴    | جایزه تجربه                            | میروسلاو اسلابوشپیتسکی   | پیروز    |
| جشنواره فیلم آندری تارکوفسکی                | [۱۱ ژوئن ۲۰۱۴   | جایزه بزرگ                             | میروسلاو اسلابوشپیتسکی   | پیروز    |
| جشنواره فیلن تفلیس                          | ۱ دسامبر۲۰۱۴    | پرومته طلایی                           | میروسلاو اسلابوشپیتسکی   | پیروز    |
| جشنواره فیلن تفلیس                          | ۱ دسامبر۲۰۱۴    | جایزه سرگی پاراجانوف                   | میروسلاو اسلابوشپیتسکی   | پیروز    |
| جشنواره فیلم تسالونیکی                      | ۹ نوامبر ۲۰۱۴   | بهترین کارگردان                        | میروسلاو اسلابوشپیتسکی   | پیروز    |
| جشنواره فیلم تفیفست                         | ۱۸ اکتبر ۲۰۱۴]] | فرشته طلایی                            | میروسلاو اسلابوشپیتسکی   | پیروز    |
| جشنواره بین‌المللی فیلم زردآلوی طلایی ایروان | ۲۰ ژوئیه ۲۰۱۴   | زردآلوی طلایی                          | میروسلاو اسلابوشپیتسکی   | پیروز    |
| جشنواره بین‌المللی فیلم زردآلوی طلایی ایروان | ۲۰ ژوئیه ۲۰۱۴   | جایزه هیئت داوران فیپرشی               | میروسلاو اسلابوشپیتسکی   | پیروز    |
| جشنواره فیلم ورشو                           | ۱۰ اکتبر ۲۰۱۴   | جایزه مسابقه۱–۲                        | میروسلاو اسلابوشپیتسکی   | نامزدشده |